# Schenk von Vargula

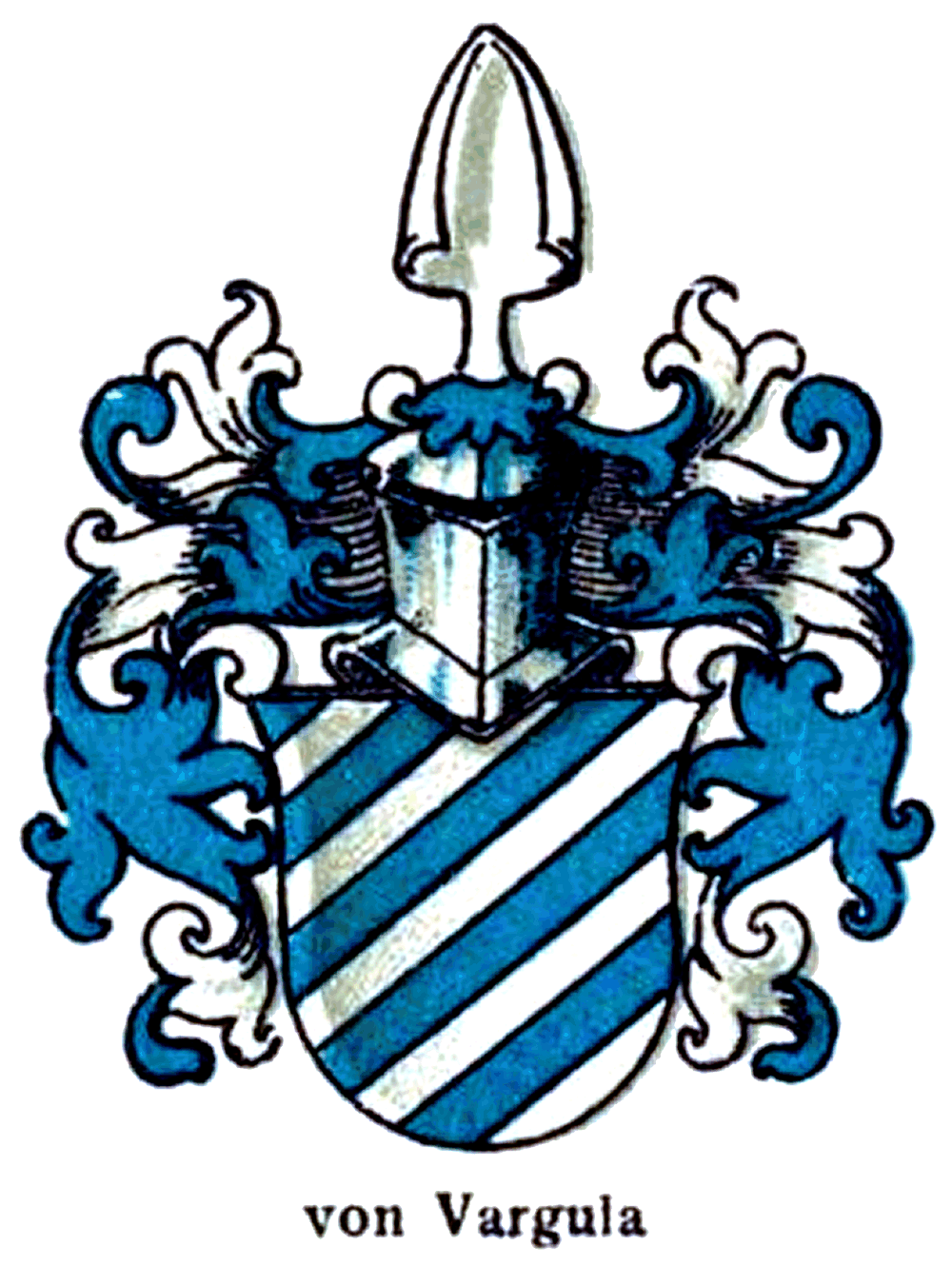
Wappen der Schenken von Vargula

Die Familie Schenk von Vargula (Vargila, Varila) war ein aus dem Stand der Ministerialen hervorgegangenes deutsches Adelsgeschlecht. Sie stammte aus Großvargula unweit von Langensalza und war mit mehreren thüringischen Dynastengeschlechtern verschwägert. Stammsitz war die Burg Großvargula.

## Geschichte
Heinricus Vicedominus (Vicedomini = „zweiter Herr“, später Vitzthum) lebte um 1145 im kurmainzischen Erfurt und war der Verwalter des Erzbistums Mainz über die Stadt Apolda. Seine Söhne bekleideten im Dienste des Erzbischofs von Mainz die vier Hofämter Schenk, Kämmerer, Marschall, Truchsess. Einer seiner Söhne, der Dietrich, welcher 1193 Schenk von Apolda war, soll der Stammvater der Schenken von Vargula sein.
Wilhelm von Vargula stand 1042 in großer Gunst des Kaisers Heinrich III., da er tapfer gegen Herzog Břetislav I. von Böhmen kämpfte. Aber er war kein Schenk.
Erst als 1130 Ludwig I. durch Kaiser Lothar III. die Landgrafenwürde erlangte, wurden die Edlen von Vargula erblich mit dem Schenkenamt beliehen und der erste Schenke soll Ritter Johann von Vargula gewesen sein.
Da die Hofämter, hier der Schenk, zeitweise erblich waren, wurden sie bei einzelnen Linien in den Familiennamen übernommen und weitergegeben, auch als die Ämter gar nicht mehr von der Familie ausgeübt wurden. So findet man hier z. B. außer „von Vargula“ auch „Schenk von Vargula“.
Im Erfurter Wappenbuch findet man auf Tafel 53 Dietrich den Schwarzen von Apolda Schenk von Vargula, welcher die Bertrade von Isserstedt heiratet. Er hat zwei Söhne: Hermann von Apolda und Dietrich Falus von Apolda gen. Albus (1147–1192). Vom zuletzt genannten Dietrich erscheinen ebenfalls zwei Söhne: Rudolph von Apolda Schenk von Vargula und Dietrich der Schwarze von Apolda gen. Isserstedt.
Um 1180 tritt ein Kunemund von Vargula auf, welcher der späteren Familie der Marschälle von Ebersberg/Eckartsberg zugehörig ist.
1178 erhielten die Ludowinger, Landgrafen von Thüringen, als Machtausgleich und auch zur Bestätigung ihrer eigenen Fürstenwürde das Recht, vier Hofämter zu unterhalten, welche erblich an die Herren von Schlotheim als Truchsesse, die Herren von Fahner als Kämmerer, die Herren von Vargula-Ebersberg ab 1209 als Marschälle und die Herren von Vargula als Schenken vergeben wurden.
1178 taucht in einer Naumburger Urkunde zum ersten Mal die komplette Standesbezeichnung auf, indem Rudolph I. Schenk von Vargula genannt wurde. Er könnte der Sohn des zuvor genannten Dietrich Falus von Apolda gen. Albus sein.
Walter (Gualterus) von Vargula, Ritter und Schenk des Landgrafen Ludwig IV. († 1215 zu Saaleck, ▭ Schloß Vargula), gehörte zu den Edelherren, welche die ungarische Königstochter Elisabeth 1211 von Ungarn an den Thüringer Landgrafenhof begleiteten. Sein junger Sohn Rudolf II. von Vargula durfte ihn begleiten. Am 6. Dezember 1212 schlugen Walter von Vargula und der Graf von Schwarzburg mit ihren Mannen bei Herbsleben ein Kontingent von Otto IV. (HRR) und nahmen die Grafen Friedrich von Beichlingen, Gebhard von Mansfeld und Ludwig von Stolberg gefangen. Hier nahm Rudolf II. von Vargula das erste Mal an einer Schlacht teil. Walter von Vargula hatte Landbesitz in Weimar. Auf dessen Land wurde später die Jacobskirche von Weimar errichtet.
Rudolf II. von Vargula (* 1193; † 1263 auf der Wartburg, ▭ Schloß Vargula), Schenk von Vargula und Saaleck, 1215 Ministeriale des Landgrafen Hermann I., Herr auf Saaleck und Tautenburg, war verheiratet mit Hertha von Wallingen (* 1197; † nach 1265). 1215 kämpfte er mit seinen Getreuen für den Staufferkaiser Friedrich II. (HRR) wieder in Thüringen gegen die Truppen des Otto IV. Als Frankreichs König auch noch gegen Otto zog, floh dieser. 1219 stand Rudolf II. mit Günther von Schwarzburg seinem Landgrafen Ludwig IV. in Hessen gegen den Erzbischof von Mainz bei. Rudolf II. begab sich 1227 mit seinem Landgrafen Ludwig IV. unter Kaiser Friedrichs II. (HRR) Führung zum Kreuzzug nach Jerusalem und war dessen Fahnenträger. In Otranto, auf einem Schiff vor der Küste Apuliens, schied Ludwig IV. am 11. September 1227 im Alter von 27 Jahren aus dem Leben und Rudolf II. geleitete den Toten im Frühjahr 1228 zurück in die Heimat. Dort wurde er mit der Herrschaft Saaleck, Dornburg und Tautenburg belehnt. In Tautenburg ließ Rudolf II. 1232 eine Schlosskapelle bauen, damit der mit Tautenburg beliehene Sohn Messe lesen lassen konnte. Am 30. Juli 1233 ließ er den Großinquisitor Konrad von Marburg bei dessen Amtsausübung von einem Getreuen erschlagen und beendete damit die Inquisition in Thüringen. Seine beiden ältesten Söhne Rudolf III. (* 1217 zu Saaleck) und Heinrich von Vargula (* 1219 zu Saaleck) erhielten von ihm 1240 die Tautenburg als Herrensitz. Von den anderen Söhnen wurden Konrad (* 1222 zu Saaleck) und Dietrich (* 1220–27) später Schenken von Saaleck und Nebra. Als Herzog Albrecht von Braunschweig gegen den Markgrafen Heinrich von Meißen zog, nahm Rudolf II. trotz fortgeschrittenen Alters am Kampf teil und am 27. Oktober 1263 nahm er den Herzog und den Grafen Heinrich von Anhalt in der Nähe von Beesenstedt bei Wettin gefangen, nachdem seine Mannen dessen Heer zerschlagen hatten. An seinem Sterbebett erhielt Rudolf II. im Beisein seiner Familie im November 1263 von seinem Freund den Markgrafen Heinrich von Meißen die Rudelsburg.
Rudolf III. von Vargula (* 1217 zu Saaleck) war verheiratet mit Eilicke von Weyda (Reuß), Tochter von Vogt Heinrich VIII. von Weida. Er unterstützte als Heerführer im Erbfolgekrieg (1247–1264) um die Landgrafschaft Thüringen den Markgrafen Heinrich von Meißen und erbaute danach die Burg Rudolfstein bei Eisenach. 1257 war er Zeuge bei der Beilegung eines Streites zwischen Kloster Pforte und Walter und Dietrich von Golmsdorf.
Die Brüder Rudolfs III., Dietrich und Heinrich, gründeten neue Nebenlinien. Dietrich von Vargula wurde Schenk von Deberzen (Döbritschen) und Heinrich von Vargula Schenk von Kevernburg (Käfernburg) und Nebra. Albert (Aden) Schenk von Vargula († nach 1289) war Ritter und in den Diensten der Landgrafen Albrechts des Entarteten und Friedrichs des Gebissenen. Als er als Oberhofmeister der Landgräfin Margarethe diese vor den Nachstellungen ihres Gemahls Albrecht des Entarteten sicherte, nahm ihm derselbe die Herrschaft Vargula weg und übergab sie an den deutschen Ritterorden.
Gottfried von Vargula ist 1295 als Statthalter der Ballei Thüringen bekundet, und Gottfriedus de Varila (1290) und Heinrich von Varila (1317) sind als Landkomture der Kommende Lucklum der Deutschordensballei Sachsen bezeugt.
Neben der Burg errichteten die Schenken in Vargula eine standesgemäße Kirche, St. Jacobus genannt. Diese diente neben Seelsorge und Gottesdienst auch als Begräbnisstätte. Nach ihrem Auszug aus Vargula hielten sie als Schenken von Tautenburg in der Kirche von Frauenprießnitz an diesem Ritual fest.
Die Herrschaft Vargula wurde 1385 vom deutschen Ritterorden an die Stadt Erfurt verkauft.

### Stammwappen
| Stammwappen derer von Vargula | Blasonierung: „Der Schild ist neunmal von Blau und Silber schräglinks geteilt.“                                      |
| Stammwappen derer von Vargula | Auf dem Helm, mit blau silbernen Decken, ein offener, wie der Schild gestreifte Pflug oder eine silberne Pflugschar. |

### Abspaltungen
Die Stammlinie der Schenken von Vargula starb Mitte des 14. Jahrhunderts aus.
Von den Schenken von Vargula, die im 13. und 14. Jahrhundert stattlichen Besitz, vor allem an der mittleren Saale um Naumburg (Saale) und an der unteren Unstrut hielten, stammen eine Anzahl anderer Zweige ab, so die Schenken von Apolda (wohl stammesgleich mit den Vitzthum (Adelsgeschlecht)), Bedra, Döbritschen (Dornburg-Camburg), Dornburg, Vitzthum von Eckstädt, Frauenprießnitz, Kevernburg (heute Käfernburg), Nebra, Molau, Rudelsburg, Rusteberg, Saaleck, Sulza, Tautenburg, Trebra, Utenbach, Vitzenburg und Wiedebach, Vesta, Körbisdorf, Kölzen, Tomschau, Großgöhren.
Zu den Angehörigen dieser Geschlechter zählen der vor 1199 verstorbene ludowingische Marschall Cunemund von Vargula, der sich nach 1186 Cunemund von Eckarsberga (auch Kunimund von Eckartisberg) nannte. Er gehörte zu den bedeutendsten landgräflichen Ministerialen der 1180er und 1190er Jahre und war Marschall des Landgrafen Hermann I. aus dem Hause der Ludowinger. Cunemund heiratete Hedwig Schenk von Vargula. Er hatte fünf Söhne: Kunemund der Große, Kunemund der Krause (Crispus), Kunemund der Weiße (Albus), Kunemund der Linke und Heinrich, der später den Titel eines Marschalls führte.
1359 verstorbene Bischof von Naumburg Rudolf von Nebra, der 1416 urkundlich genannte Amtshauptmann von Delitzsch Rudolph Schenck von Tautenburg, der Statthalter von Friesland Georg Schenck von Tautenburg (1480–1540) sowie dessen Sohn Friedrich Schenck von Tautenburg (1503–1580) als erster Erzbischof von Utrecht.

#### Wappen

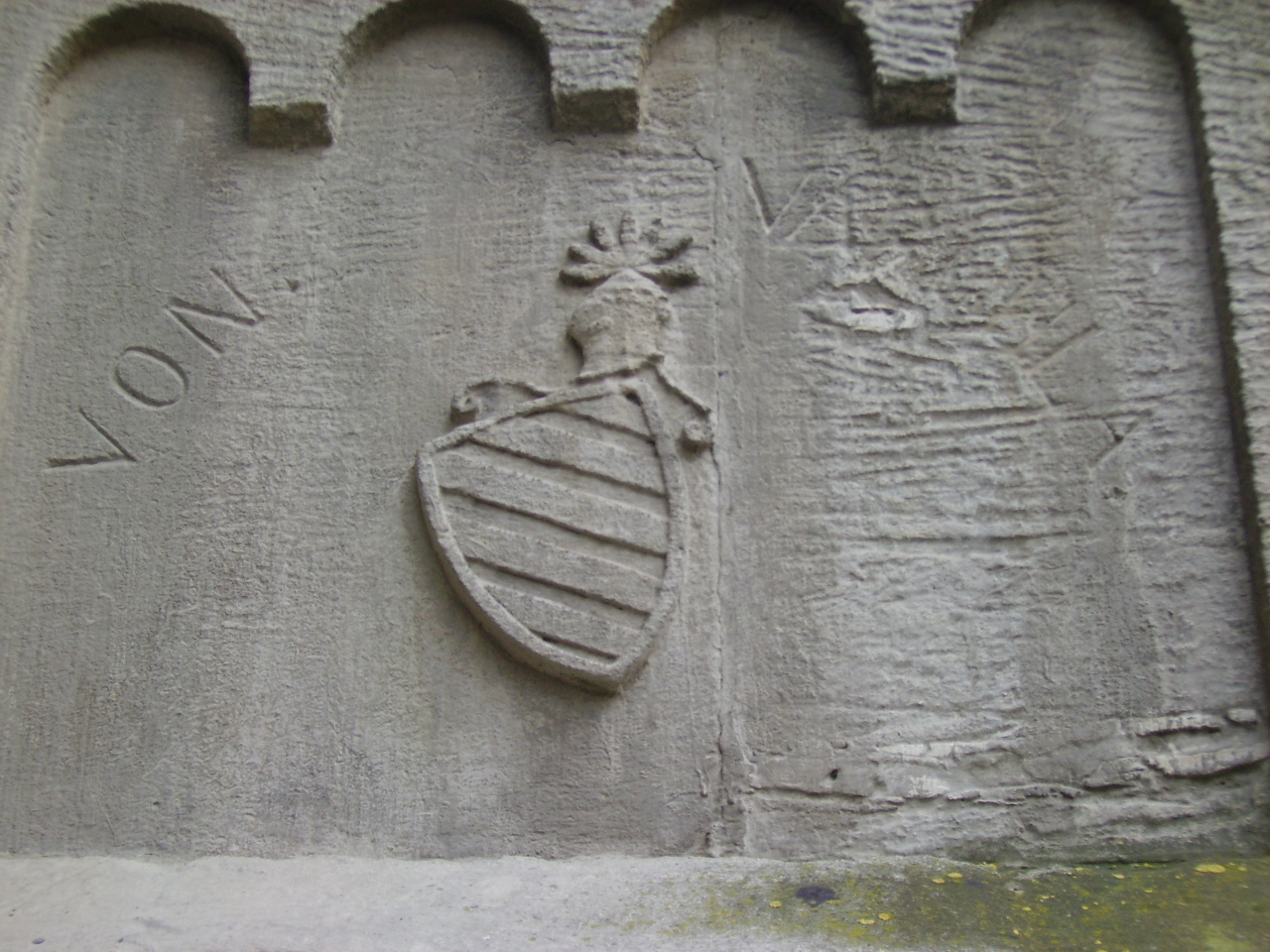
Wappen der Schenken von Vargula auf der Rudelsburg
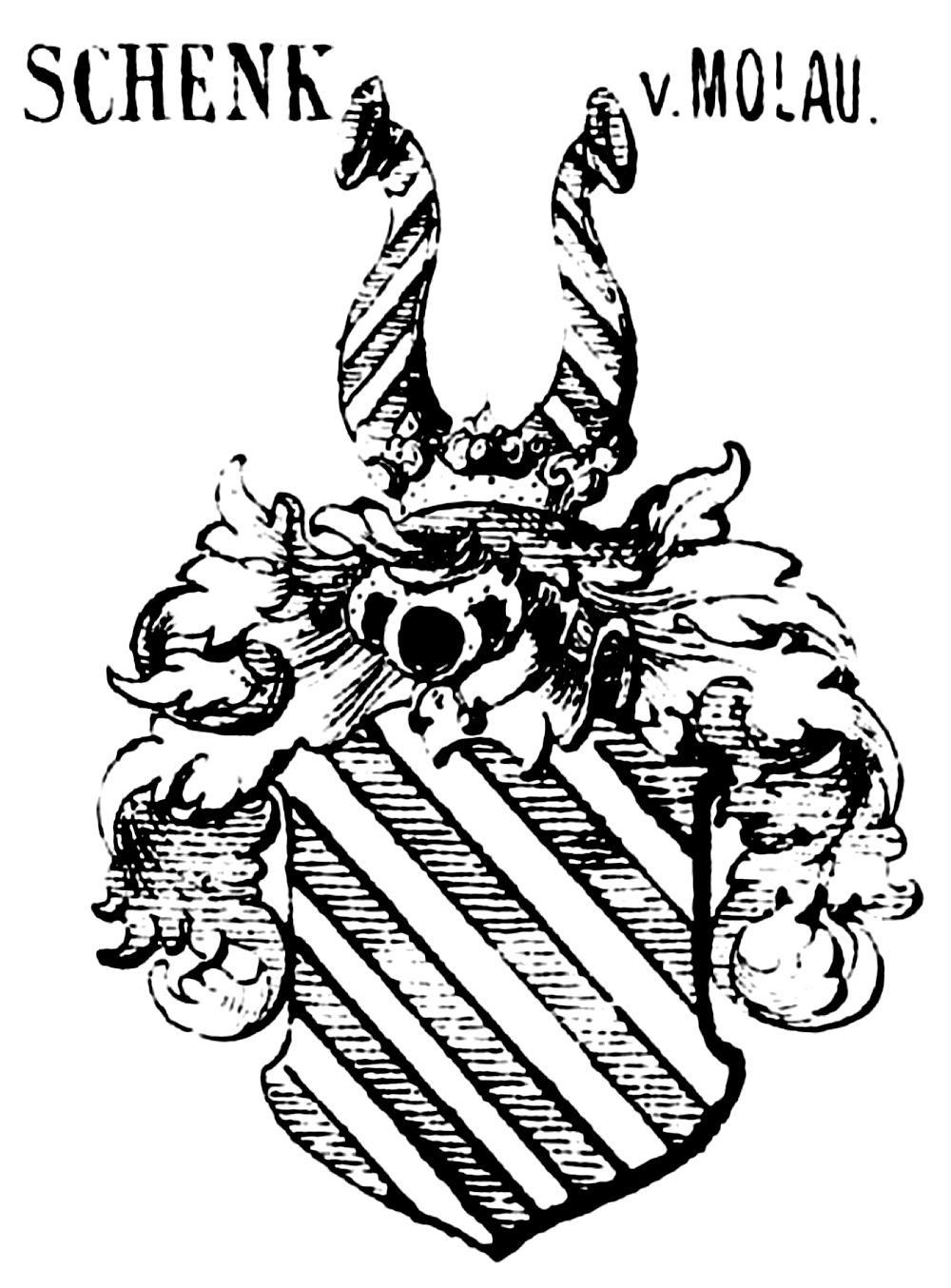
Schenken von Molau
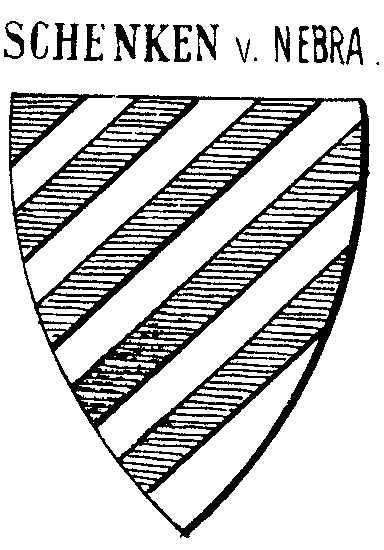
Schenken von Nebra
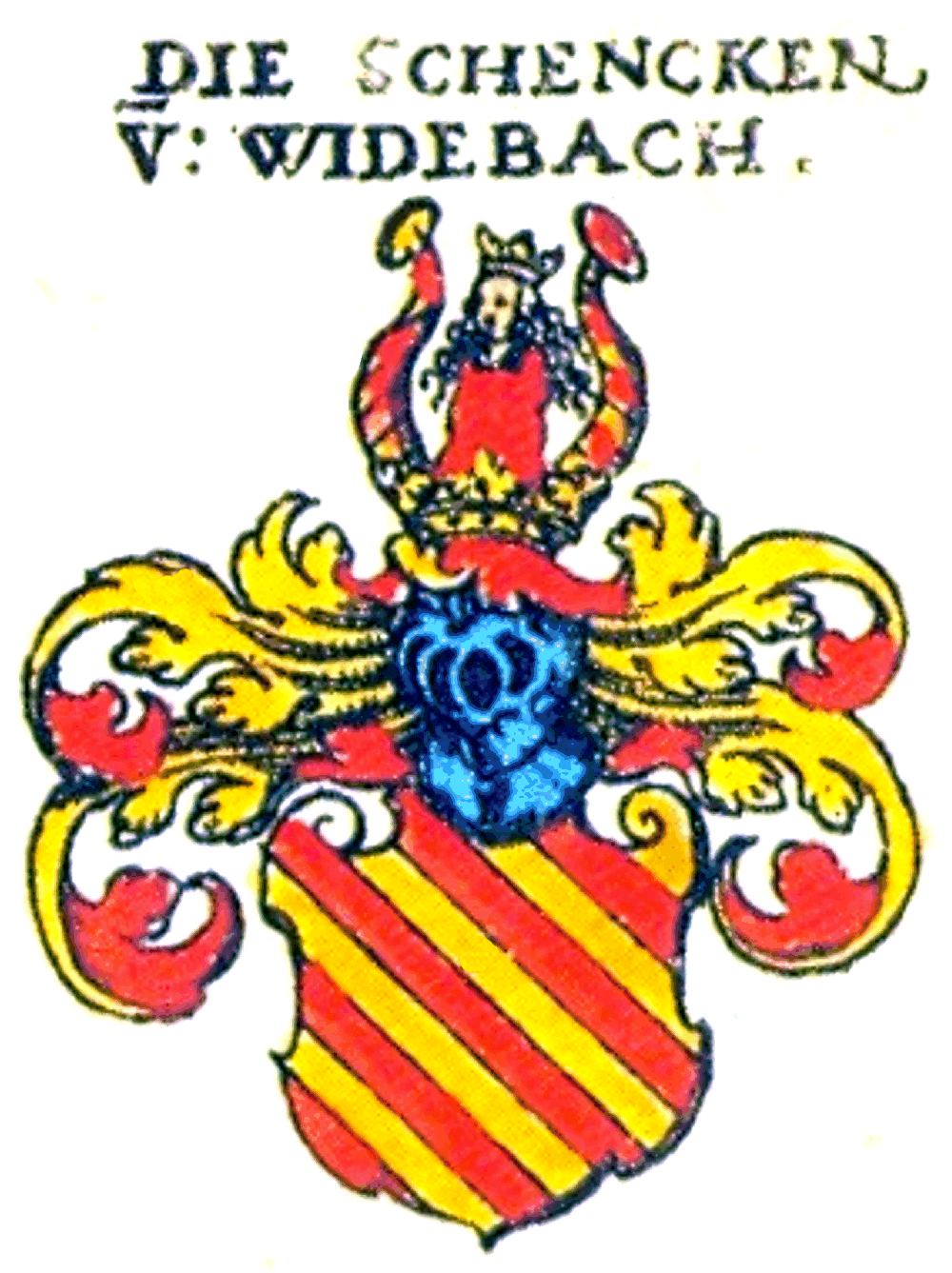
Schencken von Wiedebach
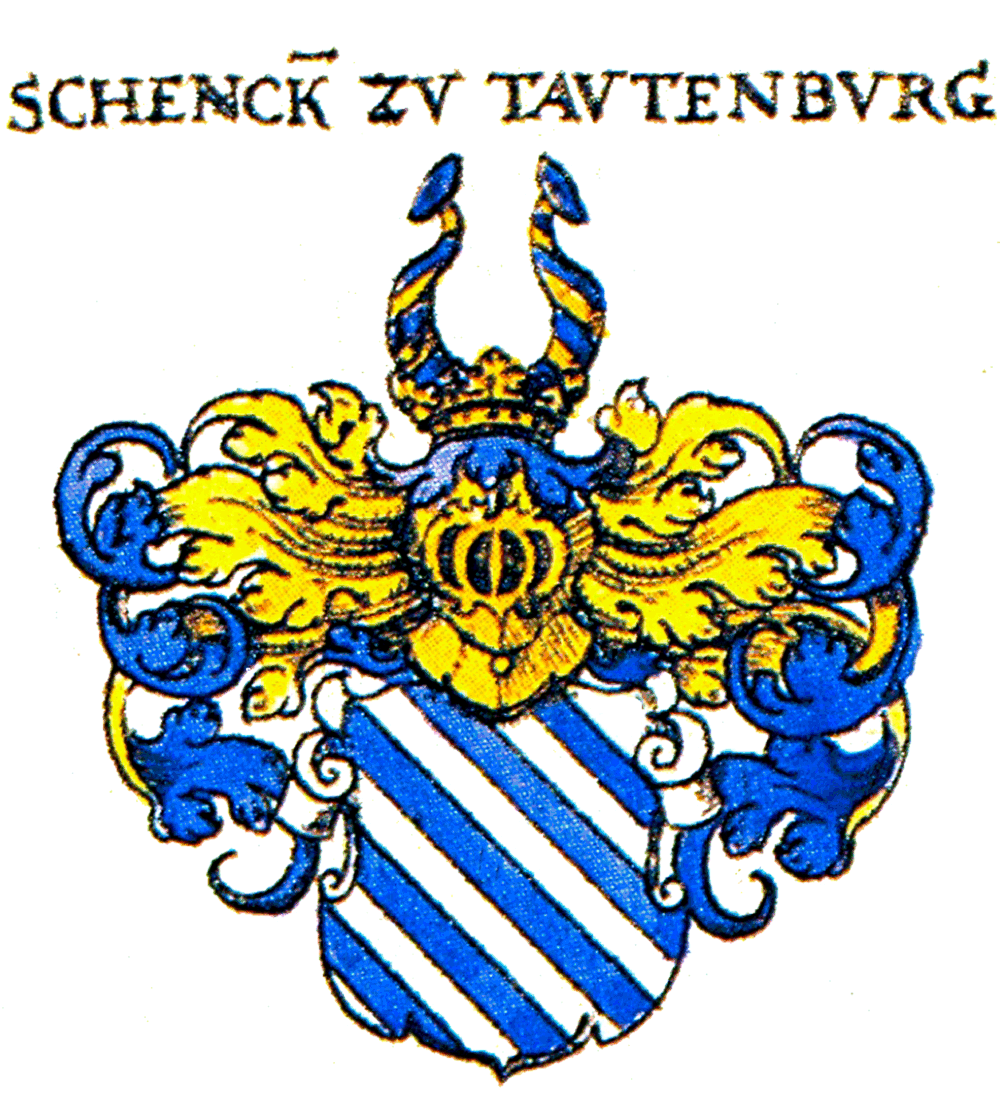
Schencken von Tautenburg

## Schenck von Tautenburg

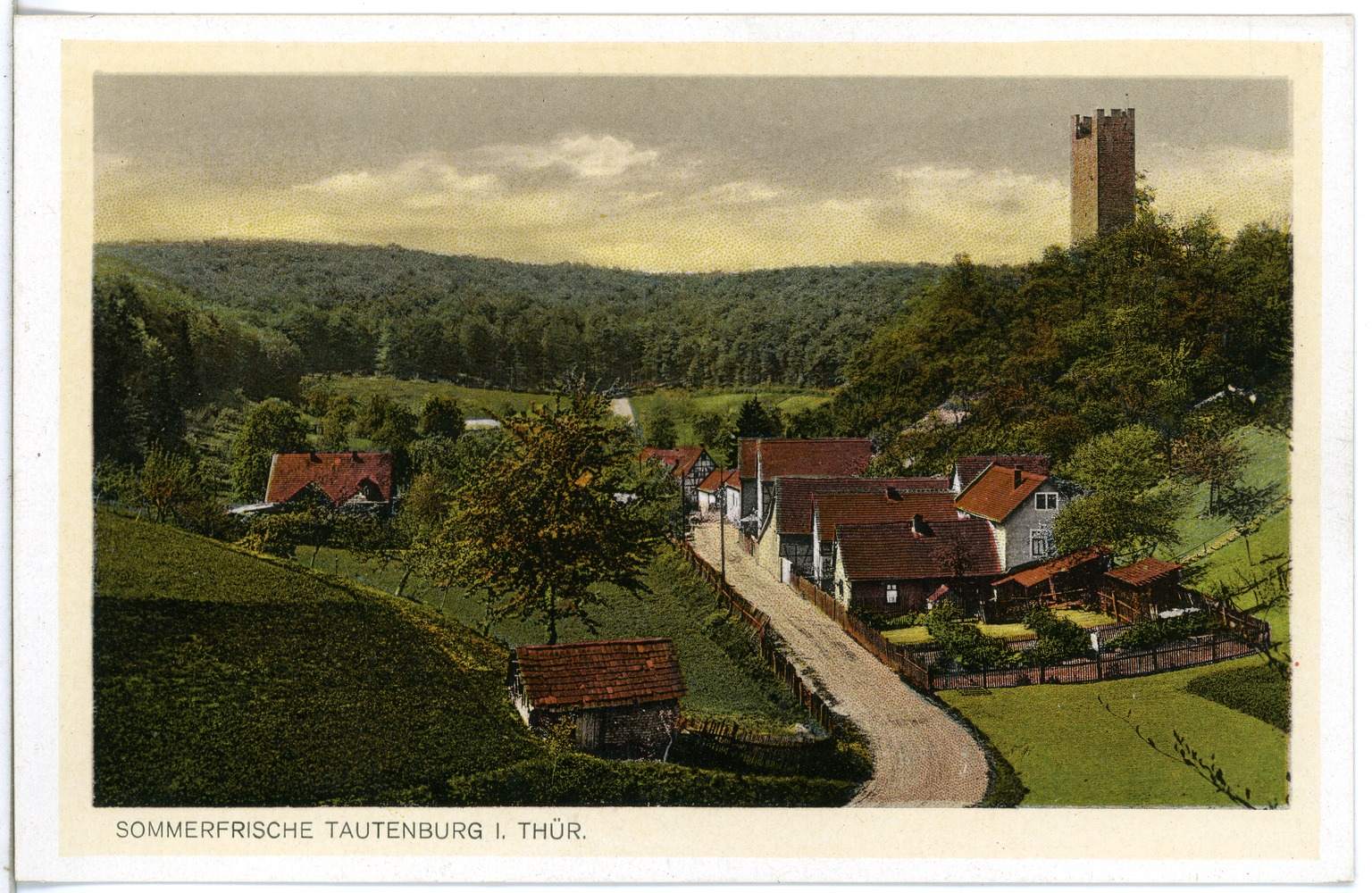
Tautenburg (1929)

Die thüringische Linie der Schenken zu Tautenburg besaß seit 1232 die Herrschaft Tautenburg, welche 1354 unter wettinische, 1485 unter wettinisch-albertinische Lehnsträgerschaft kam. Ab 1427 war auch die benachbarte Herrschaft Frauenprießnitz im Besitz der Schenken von Tautenburg. Am 23. August 1431 wurden die Schenken von Tautenburg mit den Dörfern Frauenprießnitz und Steudnitz belehnt. An der Stelle des alten Siedelhofes bei Frauenprießnitz errichteten die Schenken von Tautenburg 1482 ein Schloß und verlegten ihren Herrschaftssitz dorthin.
Georg Schenck von Tautenburg war von 1521 bis 1540 Statthalter von Friesland und von 1536 bis 1540 Statthalter von Drenthe und Groningen und wurde 1540 Ritter des Ordens vom Goldenen Vlies. Christoph Schenck zu Tautenburg ging 1512 nach Ostpreußen und erhielt dort Land zu Lehen.
Nachdem Kaisers Karl V. das Schmalkaldische Bündnis bei Mühlberg 1547 zerschlagen hatte, wurde Herzog Moritz von Sachsen Kurfürst des Heiligen Römischen Reiches und die Herrschaft Tautenburg gehörte von da an zum Kurfürstentum Sachsen.
Friedrich Schenck von Tautenburg wurde 1559 der erste Erzbischof von Utrecht.
Die Schenken von Tautenburg kauften 1562 vom Kurfürstentum das säkularisierte Zisterzienser-Nonnenkloster und zwischen 1605 und 1608 erfolgte der Bau eines neuen Schlosses und Verwaltungsgebäudes.
1631 erwarben die thüringischen Schenken von Tautenburg die Herrschaft Tonna. Am 3. August 1640 starb mit Christian, der seine beiden Söhne und seine Frau überlebt hatte, die thüringische Linie der Schenken von Tautenburg aus und die Herrschaft wurde vom albertinischen Kurfürstentum Sachsen mit Frauenprießnitz und Niedertrebra als erledigtes Lehen eingezogen. Die Erbbegräbnisstätte der Familie ist die Gruft in der Kirche von Frauenprießnitz. Während die Herrschaft Tautenburg an das Kurfürstentum Sachsen kam, gelangte die Herrschaft Tonna an die Grafschaft Waldeck und 1677 durch Verkauf an den Herzog von Sachsen-Gotha-Altenburg.
1780 wurde die alte Tautenburg abgerissen und der Sitz des Amtes Tautenburg nach Frauenprießnitz verlegt.

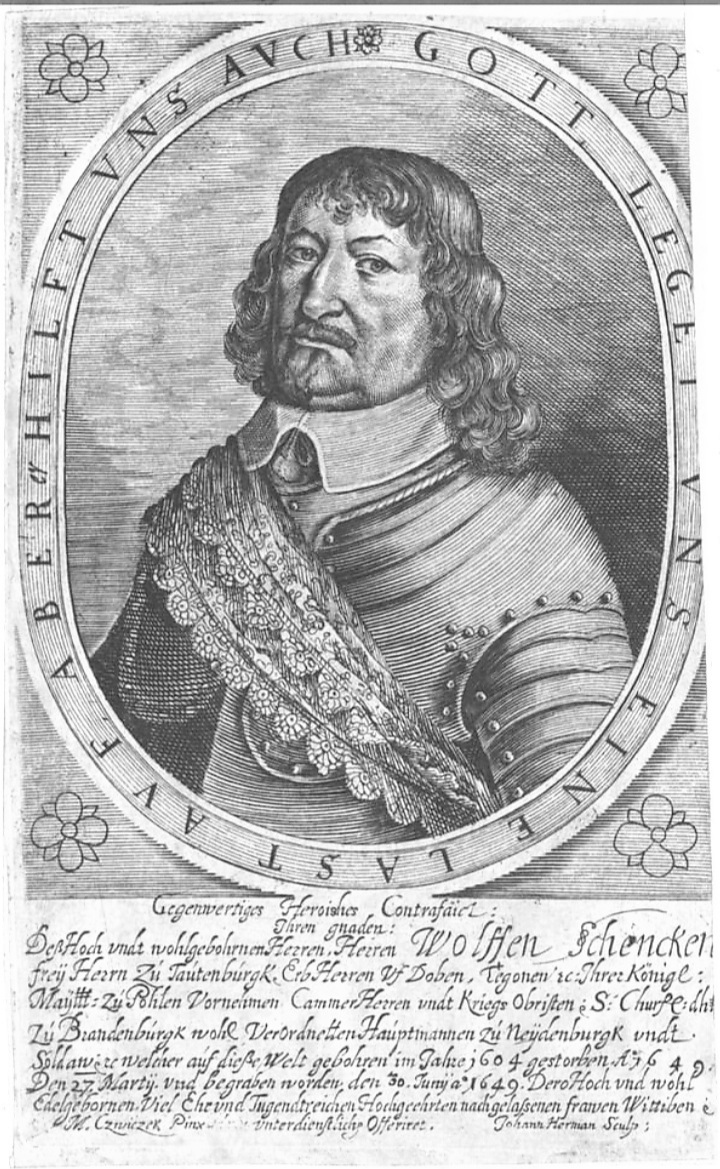
Wolff Schenk, Freiherr zu Tautenburg (1604–1649), Erbherr auf Doben, Tegonen usw., königlich polnischer Kammerherr und Kriegs-Obrist, kurfürstlich brandenburgischer Hauptmann zu Neydenburg und Soldaw

Die ostpreußische Familie der Reichsfreiherren Schenk zu Tautenburg, bis 1945 auf Burg Doben im Kreis Angerburg und Burg Partsch im Kreis Rastenburg, besteht noch heute.

### Wappen
| Wappen der Schenken zu Tautenburg | Blasonierung: „Der Schild neunmal von Blau und Silber schräglinks geteilt.“                                                    |
| Wappen der Schenken zu Tautenburg | Helm: gekrönt, darauf zwei Büffelhörner, deren linkes schräglinks, das andere schrägrechts gestreift ist. Decken: Blau Silber. |